# Patronenmaler
Patronenmaler oder auch Kartonzeichner war im 15. Jahrhundert ein Ausbildungsberuf im Zusammenhang mit der Herstellung von Tapisserien. In Brüssel und Antwerpen bildeten sie eine eigene Zunftgruppe. Die Bezeichnung leitet sich ab von französisch patron (Muster, Vorlage). Seine Aufgabe war es, den Entwurf der Wandtapete maßstabsgerecht in Originalgröße auf Leinwand oder Karton umzusetzen. Er bereitete so die Arbeit des Wirkers vor.
Später verstand man unter Patronenmalerei auch eine Technik, ausgeschnittene Muster auf Flächen zu legen und beliebig auszumalen, sozusagen als Vorläufer der Schablonenkunst.
In Deutschland gab es von 1949 bis 1978 den Beruf des Musterzeichners und Patroneurs, der durch den Nachfolgeberuf Textilmustergestalter mit Fachrichtungen abgelöst wurde.